# Sayn-Wittgenstein-Sayn
Sayn-Wittgenstein-Sayn fue un Condado de Renania-Palatinado, Alemania, que comprendía los territorios de la región de Sayn. Fue creado como una partición de Sayn-Wittgenstein en 1607, aunque no fue hasta el año siguiente que obtuvo enteramente el Condado de Sayn. La sucesión nunca estuvo clara, llevando a la anexión del Condado por el Arzobispado de Colonia. No fue hasta un tratado en 1648 para el final de la Guerra de los Treinta Años en que se decidió que el condado pasaría a las hermanas Ernestina y Johanette, bajo la regencia de su madre Luisa Juliana. Estas dividieron el Condado en Sayn-Wittgenstein-Sayn-Altenkirchen y Sayn-Wittgenstein-Hachenburg poco después.

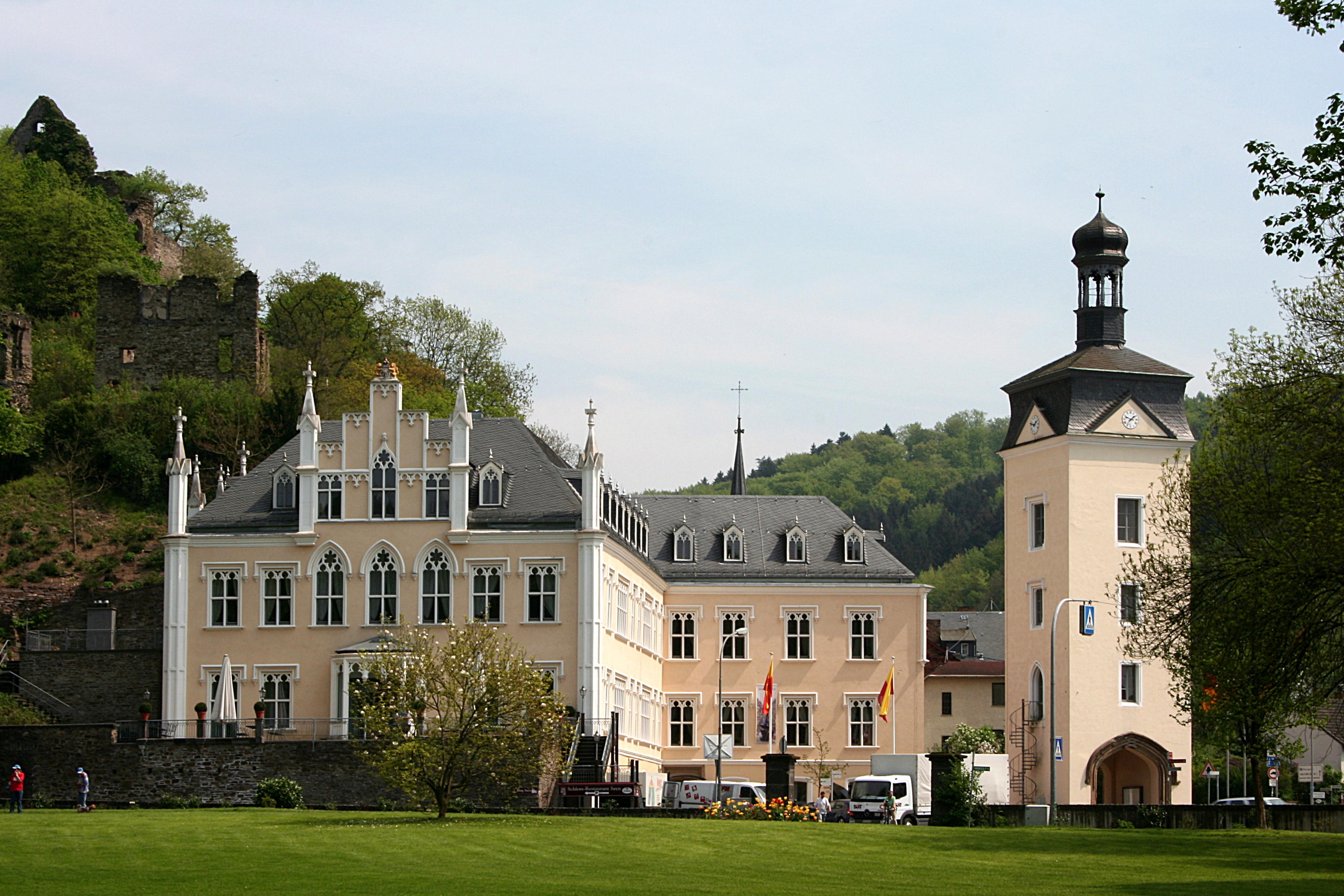
El viejo y el nuevo castillo de Sayn.

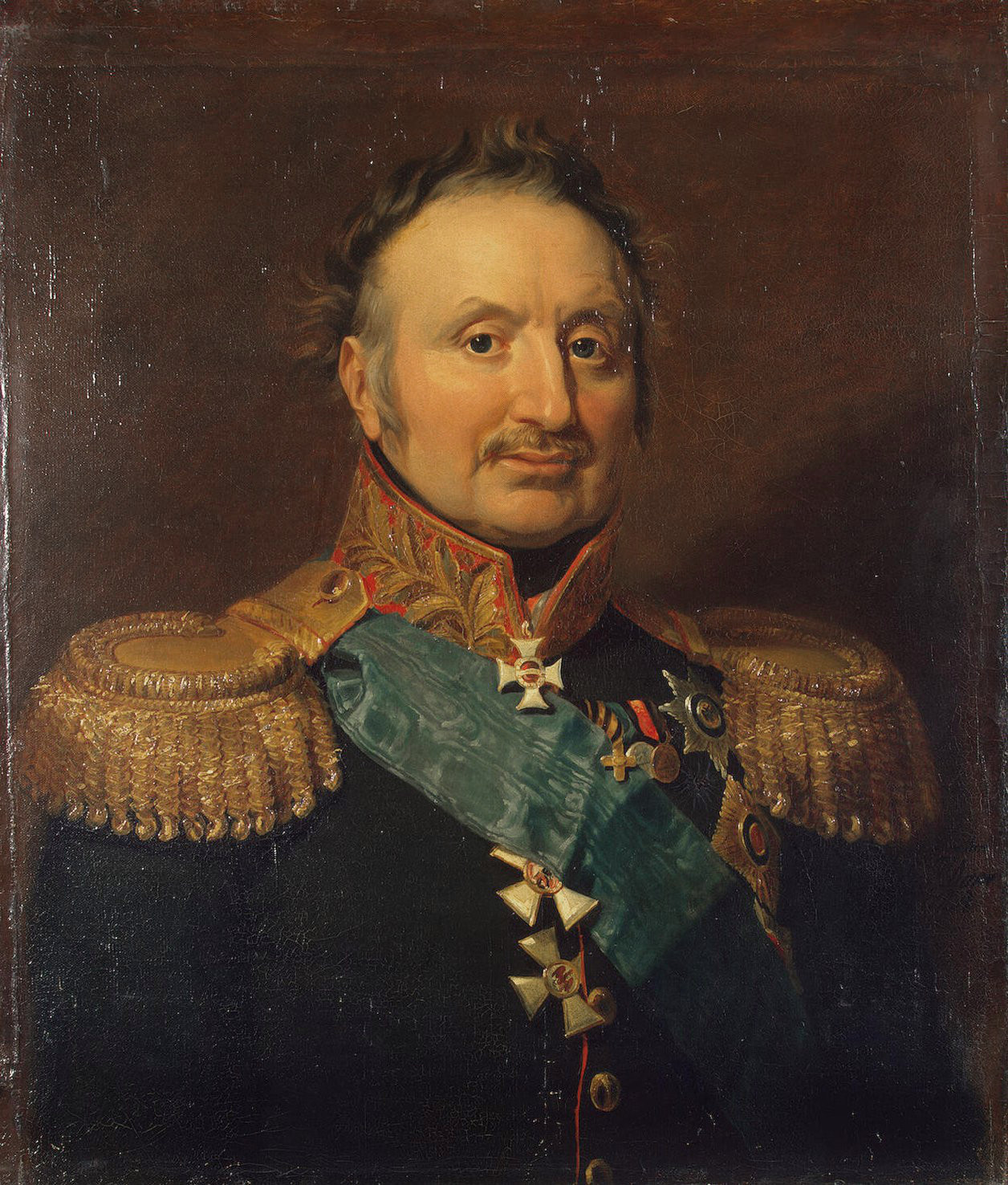
Conde Luis Adolfo Pedro de Wittgenstein.

## Conde Sayn-Wittgenstein-Sayn (1607-1623)
- Guillermo III (1607-23)

## Conde de Sayn-Wittgenstein-Sayn, Segunda Creación
Los hijos del Conde Guillermo III de su segundo matrimonio con Ana Otilia de Nassau-Weilburg se convirtieron en Condes de Sayn-Wittgenstein-Sayn. La rama quedó extinta en 1846 con el Conde Gustavo de Sayn-Wittgenstein-Sayn.

## Príncipes de Sayn-Wittgenstein-Sayn, Tercera Creación
El Conde Luis Francisco II (1694-1750) de Sayn-Wittgenstein-Berleburg-Ludwigsburg fundó una rama que en 1834 se convirtieron en Príncipes de Prusia y en 1861 Príncipes de Sayn-Wittgenstein-Sayn. El actual jefe de esta casa es el Príncipe Alejandro de Sayn-Wittgenstein-Sayn, el 7º príncipe (n. 1943).
- Conde Luis Francisco II de Sayn-Wittgenstein-Berleburg-Ludwigsburg (1694-1750)
  - Conde Cristián Luis Casimiro de Sayn-Wittgenstein-Berleburg-Ludwigsburg (1725-1797)
    - Luis Adolfo Pedro, 1º Príncipe de Sayn-Wittgenstein (Prusia) en 1834 (1769-1843)[2]
      - Luis Adolfo Federico, sucesor de los títulos prusianos, 1º Príncipe de Sayn-Wittgenstein-Sayn 1861-1866 (1799-1866)
        - Pedro, sucesor de los títulos prusianos (1831-1887)
        - Federico, sucedió a su hermano como 3º Príncipe 1876-1879, renunció al título, sucedió al hermano mayor en los títulos prusianos en 1887 (1836-1909)
          - < sus sucesores sostuvieron varios títulos prusianos y rusos >

        - Luis, 2º Príncipe 1866-1876 (1843-1876)
        - Alejandro, 4º Príncipe 1879-1883, renunció en favor de su hijo (1847-1940)
          - Estanislao, 5º Príncipe 1883-1958 (1872-1958)
          - Príncipe Gustavo Alejandro de Sayn-Wittgenstein-Sayn (1880-1953)
            - Luis Estanislao, 6º Príncipe 1953-1962 (1915-1962)
              - Alejandro, 7º Príncipe 1962-presente (n. 1943)
                - Enrique, Príncipe Heredero de Sayn-Wittgenstein-Sayn (n. 1971)
                  - Príncipe Ludovico de Sayn-Wittgenstein-Sayn (n. 2006)

                - Príncipe Casimiro de Sayn-Wittgenstein-Sayn (n. 1976)
                  - Príncipe Alejandro de Sayn-Wittgenstein-Sayn (n. 2002)
                  - Príncipe Juan de Sayn-Wittgenstein-Sayn (n. 2020)
                  - Príncipe Jorge de Sayn-Wittgenstein-Sayn (n. 2023)

                - Príncipe Luis de Sayn-Wittgenstein-Sayn (n. 1982)
                - Príncipe Pedro de Sayn-Wittgenstein-Sayn (n. 1992)

              - Príncipe Pedro de Sayn-Wittgenstein-Sayn (n. 1954)
                - Príncipe Constantino de Sayn-Wittgenstein-Sayn (n. 1994)